# Songs of Innocence (Jasper Steverlinck)
Songs of innocence is het eerste soloalbum van Jasper Steverlinck, zanger van Arid, dat in 2004 werd uitgebracht door PIAS. De nummers zijn van de hand van andere artiesten.

## Lijst van nummers
1. "Sympathy" (3:39)
2. "Imaginary Love" (3:27)
3. "It Must Be Love" - Labi Siffre (3:40)
4. "Insensitive" (4:13)
5. "A Song for You" (4:54)
6. "We All Fall in Love Sometimes" (4:51)
7. "To Make You Feel My Love" - Bob Dylan (3:15)
8. "The River Knows" (3:25)
9. "Though You Are Far Away" (3:24)
10. "Life on Mars?" - David Bowie (4:02)
11. "Late Again" (3:05)